# Чорнобай Дем'ян
Дем'ян Чорнобай, також Демко, Деменко Чернобаїв (*1779—1783 — †після 1836) — значковий товариш, служив на Задунайській Січі, в Чорноморському, Усть-Дунайському Буджацькому та Дунайському козацьких військах.

## Життєпис
На початку липня 1804 р. Д.Чорнобай з товаришами Білецьким і Терновим вийшов із Задунайської Січі в межі Російської імперії. Вони мали паспорт (поїхали з Січі для рибальства) з підписом кошового Бахмацького (Бахмата). З дозволу херсонського губернатора Рішельє (якому тоді підлягала і Кубань), всі троє мусили виїхати на Кубань. Білецький негайно виїхав на Кубань і вписався до Чорноморського війська, а Терновий і Чорнобай не поїхали з ним, а оселилися в Тирасполі. 1806 р. їх було притягнено до тираспільського повітового суду. Рішельє, на заяву Чорнобая та Тернового про свій козацький стан, наказав звільнити їх від суду і дозволити їхати на Кубань. Чорнобай не поїхав на Кубань, а повернувся до Задунайської Січі.
В кінці 1806 р., на початку російсько-турецької війни, разом з іншими задунайськими запорожцями, перебував у турецькій Браїлі під керівництвом коменданта Ахмет-Назира.
В лютому 1807 р. Д.Чорнобай, як козацький делегат, разом з Р.Согутчевським і товаришами вийшов з-за Дунаю і вступив у новостворене Усть-Дунайське Буджацьке козацьке військо.
Узяв участь в російсько-турецькій війні 1806—1812 рр.
Відзначався агітаційною діяльністю, внаслідок чого навесні 1807 р. з турецької Браїли на російський бік перейшли сотні задунайських козаків.
В 1820-х роках разом з родиною оселяється в Акмангиті.
У 1826 р. хорунжий Дем'ян Чорнобай звертався з проханням від групи козаків поселення Акмангіт про переселення їх на Кубань «на службу до Чорноморського війська». Своє прохання він мотивував тим, що на Установчій комісії була дана обіцянка аккерманського чиновника про таке переселення усім бажаючим.(Врешті цей запит ні до чого певного не призвів).
1828 р., напередодні війни, російська армія концентрувалася на нижнім Дунаю в Бессарабії. Буджацькі козаки побачили слушний момент для своїх вимог повернутись до козацького стану (бо офіційно вони знаходились на правах колоністів чи навіть державних селян).
28 квітня 1828 р. усть-дунайські буджацькі козаки надіслали свого депутата Чорнобая до начальника штабу російської армії Кисельова з таким проханням: «Черноморского войска козаковъ, поселившихся Бессарабской области въ Аккерманском цынуте и называемых ныне Усть-Буджацкими козаками.
Находясь отъ предковъ нашихъ въ Черноморском козачьем войске, по обстоятельствам некоторым поселены въ Аккерманском цынуте, какъ и прочіе поселяне, на обывательской линіи подъ названием только Усть-Дунайскихъ козаковъ съ коихъ жилищъ желая переселиться на Кубань и продолжать службу, какъ и предки наши, о чемъ подавали прошеніе гражданскому начальству, но в удовлетвореніе ничего не получили, наконецъ решились просить учинить въ томъ свое распоряженіе, дабы по прежнему званію нашему не лишены мы были Чорноморских козаков званія, а присоединены къ нимъ, съ коими до 500 человекъ какъ въ нынешнемъ действіи желаемъ продолжать службу и ежели исходатайствованіе воспоследуетъ, то мы въ скоромъ времени можемъ присоединить и еще козаков запорожского званія, живущихъ въ Бессарабии въ несравненно большем количестве».
Кисельов тоді розробляв план наступу за Дунай і маючи на увазі присутність Запорожців в Добруджі (Бабадагський пашалик), за пропозицією Сергія Тучкова, як знавця краю, обміркував з ним і головним штабом, як улаштувати запорозьку міліцію з запорозького населення Добруджі. Коли Чорнобай звернувся до Кисельова, той ухопився за думку зробити з усть-дунайських буджацьких козаків кадр цієї запорозької міліції. З цією метою Кисельов 5 травня пише Воронцову листа й прохає висловити свою думку з цього приводу. Не встиг Кисельов одержати відповіді Воронцова, як 9 травня Кіш Задунайської Січі перейшов на російський бік і кошовий Йосип Гладкий приїхав з п'ятистами козаків до Ізмаїла.
В той же час депутати Чорнобай та Циганка принесли Воронцову оригінал маніфесту від 1807 р. щодо Усть-Дунайського війська. На цьому документі стояли ще підписи, що свідчили його: «Депутат исаулъ Роман Циганка, а за неграмотнаго подъписалъ Бабановъ. Депутат хорунжій Демко Чорнобай». Цей документ, з погляду колишніх запорожців, забезпечує їх право автономії козаччини.Тоді Дібіч та Воронцов запитували у Тучкова з цього приводу (як знавця усіх запорозьких справ), прохаючи, щоб роз'яснив це питання.
Згодом депутація колишніх усть-дунайців, серед яких був і значковий товариш Дем'ян Чорнобай, через посередництво генерала Тучкова, звернулася в таборі при Сатунові (на Дунаї) до Миколи І з проханням про вступ до рядів діючої армії. Імператор повелів генерал-губернатору Воронцову прохання козаків задовольнити, нове військо назвати «Дунайськими козаками» у складі двох полків: одного кінного та одного пішого, призначеного для дунайської флотилії.
Влада, через військові обставини хотіла використати запорожців на Дунаю, але не хотіла збільшення їхнього значення. Тому, в липні проект можливого об'єднання буджацьких козаків з задунайцями Гладкого було остаточно залишено без утілення. Цьому сприяли ще й протиріччя між високопоставленими чиновниками. З одного боку Воронцов бажав з'єднати всіх запорожців (тоді прийшлих з-за Дунаю і буджацьких) під начальством полковника Чолобитчикова, з іншого — позиція Дібіча й військового міністра Чернишова, які підтримували Гладкого, як очільника окремого війська (полка) з запорожців.
11 липня Головний Штаб в листуванні до Воронцова передає заборону Миколи І, що перебував ще при армії, єднати Запорожців: «запорожские же козаки, ныне из-за Дуная в пределы наши перешедшие не должны входить в состав войска бывших буджацких козаков формируемого»
Влітку 1828 р., в той час як місцеві чиновники й поліція нарікали на дії Согутчевського, депутат Демко Чорнобай скаржився через Тучкова Воронцову на поміщиків та урядовців. Тучков 20 серпня писав до Воронцова: «Усть-Дунайского Буджацкого войска депутат Чорнобай излагает жалобы на бессарабских помещиков и земских чиновников, препятствующих ему в собрании козаков для двух полков».
У вересні 1828 року, на початку формування війська, хорунжий Д.Чорнобай повідомляв полковнику С. П. Чолобітчикову про те, що він привів до ст. Старокозачя та Акмангіт біля 200 козаків, а станичники звинуватили його в тому, що він привласнив надані їм кошти та провіант і відмовлялись утримувати козаків. Через це деякі козаки не «ївши по два й по три дні, втікали за Дунай». В подальшому втечі козаків продовжувались.
В Дунайському війську Дем'ян Чорнобай служив на посаді сотника до 1836 р.

## Цікаві факти
- Мав білет від 24 березня 1807 р. за №4, за підписом майора Підлісецького (кошового усть-дунайців) на вільний пропуск в Аккерман.[13]
- Про зносини бессарабських запорожців з задунайськими свідчить листування Воронцова. Значковий товариш Савелій Чернявський одержав навіть медаль. Чернявський скаржився Воронцову на депутата Чорнобая, що Чорнобаєві дякують за зносини з Кошем, а не Чернявському.[14]
- 1828 р. депутат усть-дунайських буджацьких запорожців — значковий товариш Дем'ян Чорнобай у своєму проханні виступає як оборонець прав „козаків запорізького званія”, своїх вірителів.[8] Попри це, джерела зберегли також чимало свідчень про факти зловживань і сваволі в Дунайському війську. Осавул Данило Голобородько, а так само і хорунжий Дем'ян Чорнобай “обмежували козаків в продовольстві”, осавул Микола Фролов “робив козакам різні утиски”. Зокрема, ці офіцери не додали їм продовольства на 1 175 крб., продавши його “стороннім особам”.[15]